# Pièce de 1 dollar américain Seated Liberty
Vous lisez un « bon article » labellisé en 2020.
La pièce de 1 dollar américain Seated Liberty est une pièce de monnaie frappée par la Monnaie des États-Unis de 1840 à 1873 et conçue par son graveur en chef, Christian Gobrecht. C'est la dernière pièce en argent de cette valeur à être frappée avant l'adoption de la loi sur les pièces de monnaie de 1873, qui met temporairement fin à la production du dollar en argent pour le commerce américain. L'avers de la pièce est inspiré de celui du dollar Gobrecht, qui est frappé expérimentalement de 1836 à 1839. Cependant, l'aigle en vol utilisé sur l'avers du dollar Gobrecht n'est pas reproduit ; à la place, la Monnaie utilise un aigle héraldique, tiré d'un dessin du graveur de la Monnaie, John Reich, utilisé pour la première fois sur des pièces en 1807.
Les dollars Seated Liberty ne sont initialement frappés qu'à la Monnaie de Philadelphie ; en 1846, la production commence à celle de La Nouvelle-Orléans. À la fin des années 1840, le prix de l'argent augmente par rapport à celui de l'or en raison d'une augmentation de l'offre de ce dernier provoquée par la ruée vers l'or en Californie ; cela conduit à l'accumulation, à l'exportation et à la fonte des pièces d'argent américaines. La loi sur les pièces de monnaie de 1853 réduit le poids de toutes les pièces d'argent de cinq cents ou plus, à l'exception du dollar, mais exige également un paiement supplémentaire de la part de ceux qui souhaitent que leurs lingots soient frappés en pièces d'un dollar. Comme peu d'argent est alors présenté à la Monnaie, la production reste faible. Dans les dernières années de la série, l'argent produit aux États-Unis augmente et les frappes se multiplient.
En 1866, « In God We Trust » (En Dieu nous croyons) est ajouté au dollar après son introduction dans la monnaie américaine au début de la décennie. La production du dollar Seated Liberty est arrêtée par la loi sur la monnaie de 1873, qui autorise l'utilisation du dollar dans le commerce extérieur. Les représentants des intérêts de l'argent sont mécontents lorsque le prix du métal chute de nouveau au milieu des années 1870 ; ils préconisent la reprise de la libre circulation de la monnaie d'argent, et après l'adoption de la loi Bland-Allison en 1878, la production reprend avec le dollar Morgan.

## Contexte
La loi sur la monnaie de 1792 donne cours légal à l'or et à l'argent et précise le poids et la valeur des différentes pièces. La Monnaie des États-Unis ne frappe l'or et l'argent que lorsque les déposants fournissent du métal, qui est ensuite rendu sous forme de pièces. La fluctuation des prix du marché des marchandises signifie que les deux métaux précieux sont susceptibles d'être surévalués, ce qui entraîne la thésaurisation et la fonte ; dans les décennies qui suivent 1792, ce sont généralement les pièces d'argent qui connaissent ce sort. En 1806, le président Thomas Jefferson ordonne officiellement l'arrêt de la frappe de toutes les pièces d'argent en dollars, bien qu'aucune émission n'ait plus eu lieu depuis 1804. Cette mesure est prise en partie pour empêcher l'exportation des pièces vers des pays étrangers pour les fondre, ce qui met à rude épreuve la jeune Monnaie, qui n'en tire que peu de profit. Au cours du quart de siècle suivant, la pièce d'argent habituellement frappée pour les déposants de lingots est le demi-dollar. En 1831, le directeur de la Monnaie, Samuel Moore, demande au président Andrew Jackson de lever la restriction à la production de pièces en dollars, ce qui est approuvé en avril de cette année-là. Malgré cette approbation, aucun dollar en argent n'est frappé avant 1836.
Dans les années 1830, le Bureau de la Monnaie connaît une période de changements importants, avec l'adoption de nouvelles technologies. En 1828, la Monnaie, dont l'autorisation a été soumise à un renouvellement périodique par le Congrès depuis sa création en 1792, reçoit un statut permanent. Un nouveau bâtiment destiné à abriter la Monnaie de Philadelphie est autorisé, et ouvert en 1832. Le Congrès ajuste le contenu en métal précieux des pièces américaines en 1834 et 1837, et atteint un équilibre permettant aux pièces américaines de rester en circulation aux côtés de celles des nations étrangères (principalement des pièces coloniales espagnoles). En 1836, la première presse à vapeur est introduite à la Monnaie ; auparavant, les pièces étaient frappées par la force musculaire. En 1835, le Congrès autorise la création de succursales à Dahlonega en Géorgie, à Charlotte en Caroline du Nord et à La Nouvelle-Orléans en Louisiane. Les monnaies de Charlotte et de Dahlonega ne frappent que de l'or, pour répondre aux besoins des mineurs du Sud qui cherchent à déposer ce métal, mais celle de La Nouvelle-Orléans frappe également des pièces d'argent, dont le dollar Seated Liberty,.

## Dollar Gobrecht
Au milieu de l'année 1835, le nouveau directeur de la Monnaie, Robert M. Patterson, engage les artistes Titian Peale et Thomas Sully pour créer de nouveaux dessins pour les pièces de monnaie américaines. Dans une lettre datée du 1er août 1835, Patterson propose à Sully de créer un dessin d'avers composé de la Liberté assise sur un rocher, tenant dans sa main droite un « bâton de la Liberté » surmonté d'un pileus, le couvre-chef donné par les Romains à un esclave émancipé. Il demande également à Sully de créer un dessin pour le revers consistant en un « aigle volant, et s'élevant en vol, au milieu d'un constellation irrégulièrement dispersée de vingt-quatre étoiles »,. Patterson demande que l'oiseau paraisse naturel ; il critique les dessins d'aigle alors utilisés sur la monnaie nationale comme étant contre nature, principalement à cause du bouclier placé sur la poitrine de l'aigle. Le graveur en chef de la Monnaie, William Kneass, prépare un croquis établi sur la conception de Patterson, mais il est victime d'une attaque cérébrale, le laissant partiellement paralysé. Plus tard, en 1835, Christian Gobrecht est engagé à la Monnaie comme dessinateur, créateur de matrices et graveur assistant de Kneass. Bien que subordonné, Gobrecht effectue une grande partie du travail de gravure pour la Monnaie jusqu'à la mort de Kneass en 1840, moment où Gobrecht est nommé graveur en chef.
Sully prépare des esquisses de l'œuvre, que Gobrecht utilise comme guide pour graver des plaques de cuivre. Les plaques sont approuvées par divers fonctionnaires du gouvernement, et la production de frappes d'essai commence. La conception n'est pas exempte de controverse ; l'ancien directeur de la Monnaie, Samuel Moore, déconseille l'utilisation du pileus. Citant l'ancien président Thomas Jefferson, Moore écrit au secrétaire au Trésor Levi Woodbury : « Nous ne sommes pas des esclaves émancipés ».
Après une série d'essais et de modifications jusqu'en 1836, les premiers de ce qui allait être connu sous le nom de dollar Gobrecht sont frappés en décembre. Les dollars de 1836 sont frappés avec une teneur en argent de 89,2 %, une spécification établie dans la loi de 1792. La finesse obligatoire des pièces d'argent américaines est modifiée de 89,2 à 90 % par la loi de 1837, adoptée le 18 janvier 1837 ; les dollars Gobrecht ultérieurs sont frappés avec la teneur en argent la plus haute. À partir de 1837, une adaptation de l'avers du dollar de Gobrecht, représentant une Liberté assise, est utilisée sur les pièces d'argent plus petites (jusqu'à un demi-dollar), avec la modification par Gobrecht de l'aigle héraldique de John Reich au revers des pièces d'un quart et d'un demi-dollar. À l'exception du demi-dollar, supprimé en 1873, les dessins restent sur ces pièces pendant plus de 50 ans,.
La frappe se poursuit en petites quantités jusqu'en 1839, date à laquelle la production officielle du dollar Gobrecht cesse. Les pièces ont été frappées à titre d'essai pour évaluer l'acceptation du public. En 1837, la Monnaie fait l'acquisition d'un tour d'usinage, ce qui permet à Gobrecht de travailler sur de grands modèles pour les versions ultérieures du dollar, dont le dollar Seated Liberty. Le tour, un dispositif de type pantographe, réduit mécaniquement le dessin du modèle à un moyeu de la taille d'une pièce de monnaie, à partir duquel des matrices de travail peuvent être produites. Avant 1837, le graveur devait découper le dessin à la main sur la face de la matrice.

## Production

### Dessin

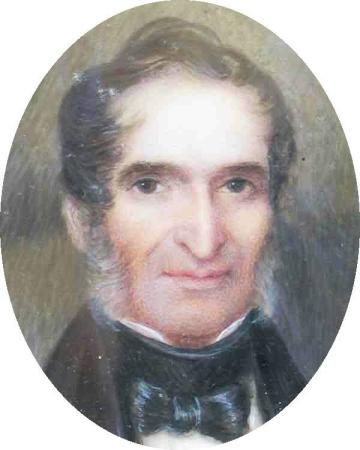
Le graveur en chef Christian Gobrecht créateur du dessin Seated Liberty.

Avant la production à grande échelle d'une pièce de monnaie en dollars en 1840, Patterson passe en revue les dessins alors utilisés, y compris ceux du dollar Gobrecht. Le directeur choisit de remplacer le revers, l'aigle de Gobrecht par un aigle à tête blanche tourné vers la gauche, inspiré d'un dessin de l'ancien graveur de la Monnaie, John Reich, un dessin utilisé pour la première fois sur des pièces en argent et en or en 1807. Bien que le revers du dollar soit probablement choisi pour correspondre à celui du quart de dollar et du demi, on ne sait pas pourquoi le dessin de l'aigle volant n'avait pas été utilisé pour les dénominations inférieures. L'historien numismatique Walter Breen spécule qu'un fonctionnaire du Trésor aurait pu préférer le dessin de Reich.
L'avers du dollar de Gobrecht est en haut relief, mais les responsables de la Monnaie estiment qu'il doit être modifié pour la nouvelle pièce, qui doit être frappée en beaucoup plus grande quantité. Patterson engage Robert Ball Hughes (en), un artiste de Philadelphie, pour modifier le dessin. Dans le cadre des modifications apportées par Hughes, la tête de la Liberté est agrandie, le drapé épaissi et le relief est aplani dans son ensemble. Treize étoiles sont également incluses sur l'avers. Sur le dollar Gobrecht, avec son haut-relief, la représentation de la Liberté apparaît comme une statue sur un socle ; la Liberté assise, plus plate, dont le relief est réduit, ressemble davantage à une gravure.
L'historien de l'art Cornelius Vermeule lie l'apparence de l'avers au néoclassicisme, notant la ressemblance de la Liberté de Gobrecht avec les statues de marbre de la Rome antique. L'école néoclassique est populaire dans la première moitié du XIXe siècle, et pas seulement parmi les artistes officiels ; Vermeule note qu'« il devient presque douloureusement évident que des sources similaires ont été consultées à la fois par les graveurs de pièces de monnaie des États-Unis à Philadelphie et par les tailleurs de pierres tombales du Maine à l'Illinois ». Le revers conserve le bouclier sur la poitrine de l'aigle. Vermeule le décrit comme « le même vieil aigle artificiel et peu artistique avec un bouclier sur le ventre, comme la protection d'un arbitre de baseball ... saisissant une branche d'olivier et des flèches de guerre dans ses serres surdimensionnées ». Selon l'historien numismate David Lange, le dessin du revers Reich-Gobrecht est connu par certains collectionneurs de pièces de monnaie comme « l'aigle à la planche à sandwichs ». Breen, dans son ouvrage complet sur les pièces américaines, se plaint des « améliorations infligées par [Hughes] à une malheureuse Liberté. Comparé à la conception originale de Sully-Gobrecht de 1836-39, c'est un désastre absolu ».

### Émission
Une petite série de 12 500 pièces est frappée en juillet 1840 pour permettre aux déposants de se familiariser avec les nouvelles pièces avant de faire frapper leur argent en dollars. Le processus de mise en circulation est facilité par une autorisation du Congrès en 1837 pour un fonds qui permet à la Monnaie de donner aux déposants un « flottant », permettant de payer en pièces sans attendre que leur métal passe par le processus de frappe. Les producteurs de lingots commencent à déposer l'argent nécessaire pour lancer une production plus importante plus tard en 1840 ; 41 000 pièces sont frappées en novembre, suivies de 7 505 en décembre. Les dépôts augmentent l'année suivante, avec une frappe de 173 000 exemplaires. Toutes les pièces sont produites à la Monnaie de Philadelphie jusqu'en 1846, date à laquelle 59 000 unités sont frappées à La Nouvelle-Orléans.
À la suite de la découverte d'or en Californie, une grande quantité de pièces d'or commence à apparaître dans les circuits commerciaux américains. Cet afflux fait baisser le prix de l'or par rapport à celui de l'argent, de sorte que les pièces d'argent valent plus comme lingots que comme monnaie. Elles sont exportées, ou bien fondues localement pour leur valeur en lingot. Comme il est rentable d'exporter de l'argent, peu de lingots sont présentés à la Monnaie, ce qui entraîne une baisse de la valeur du dollar en argent ; 1 300 et 1 100 pièces sont frappées en 1851 et 1852 respectivement. La rareté de ces dates est reconnue à la fin des années 1850 ; les employés de la Monnaie font des refrappes subreptices, pour les vendre aux collectionneurs.
En février de cette année-là, le Congrès adopte la loi sur les pièces de monnaie de 1853, qui réduit de 6,9 % le poids de l'argent des pièces de monnaie jusqu'au demi-dollar, mais la pièce de 1 dollar n'est pas concernée. La loi de 1853 supprime la pratique consistant à déposer les lingots d'argent à frapper en pièces, sauf pour le dollar pour lequel une taxe de frappe de 0,5 % est imposée. Selon le rapport du Sénat, déposé avec le projet de loi qui est devenu la loi sur les pièces de monnaie, ces changements sont prévus comme un expédient temporaire, la libre frappe de l'argent devant être rétablie lorsque les prix des lingots vont redevenir stables. Les sources varient dans leur explication des raisons pour lesquelles le Congrès choisit d'exempter le dollar de la révision de la monnaie d'argent : l'historien numismate R.W. Julian suggère que cela est fait en raison de son statut de fleuron des pièces américaines. Selon Don Taxay, dans son histoire de la Monnaie, « le dollar en argent, qu'elle [la loi] a laissé inchangé pour préserver une monnaie bimétallique, a continué à être exporté et a été rarement utilisé dans le commerce. Sans s'en rendre compte, le pays était entré dans l'étalon-or ». Julian est d'accord, notant que la loi institue un étalon-or de facto aux États-Unis, car elle exige que les pièces d'argent soient payées en or. Le dollar en argent continue à circuler peu ; certains sont envoyés vers l'ouest à partir de 1854 pour servir de « petite monnaie » en Californie. Le prix de l'argent reste élevé jusque dans les années 1860, et de petits lingots d'argent sont déposés pour être frappée en dollars. Pour servir les collectionneurs, la Monnaie met des spécimens individuels à la disposition du public au coût de 1,08 $.

### Dernières années

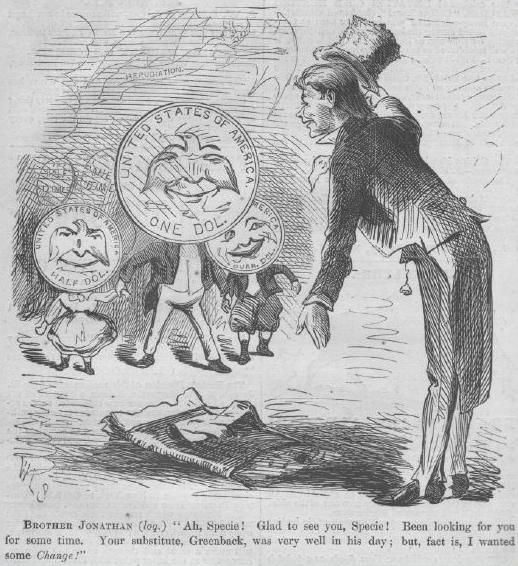
Une caricature de l'édition du 9 04 1870 du "Harper's Weekly" qui anticipe la reprise des paiements du gouvernement en pièces de métal précieux

Le numismate et marchand de monnaie Q. David Bowers pense que la plupart des dollars Seated Liberty produits après 1853 sont expédiés en Chine pour payer des produits de luxe, dont le thé et la soie. R.W. Julian soutient au contraire que la poursuite de la production du dollar n'a pas grand chose à voir avec le commerce avec l'Orient (où les marchandises sont payées en argent), suggérant plutôt que les pièces sont envoyées dans l'Ouest américain pour y être utilisées. Cependant, bien que le département de gravure de la Monnaie envoie à plusieurs reprises des matrices pour le dollar aux installations de San Francisco à partir de 1858, la Monnaie de Californie ne les utilise qu'une seule fois avant 1870, frappant 20 000 pièces en 1859, année au cours de laquelle 255 700 sont frappés à Philadelphie et 360 000 à la Nouvelle-Orléans. La production de cette dernière est interrompue après 1860 par la guerre civile ; elle n'a plus frappé de dollars d'argent jusqu'en 1879, après la fin de la série Seated Liberty,,. Après le déclenchement de la guerre en 1861, les billets verts inflationnistes sont introduits et les pièces en métal précieux disparaissent de la circulation,. En avril 1863, le nouveau directeur de la Monnaie, James Pollock, soutient que le dollar en argent doit être éliminé, notant dans une lettre que la pièce « n'entre plus dans notre système monétaire. Les quelques pièces fabriquées sont destinées au commerce asiatique et à d'autres échanges extérieurs et ne sont pas mises en circulation ».
En novembre 1861, le révérend M. R. Watkinson suggère dans une lettre qu'une sorte de devise religieuse soit placée sur les pièces de monnaie américaines pour refléter la religiosité croissante des citoyens américains après le déclenchement de la guerre de Sécession. Dans un rapport adressé le 21 octobre 1863 au secrétaire au Trésor Salmon P. Chase, Pollock exprime son propre désir d'apposer une devise religieuse sur les pièces de monnaie américaines. La Monnaie commence à produire des motifs portant diverses devises, dont « God Our Trust » et « In God We Trust » ; cette dernière est finalement choisie et est utilisée pour la première fois sur la pièce de deux cents en 1864. L'année suivante, une loi est adoptée permettant au Trésor de placer la devise sur toute pièce de monnaie à sa discrétion. La devise est apposée sur le dollar en argent, ainsi que sur diverses autres pièces en argent, en or et en métaux de base, en 1866.
La pénurie de pièces s'est poursuivie après la fin de la guerre de Sécession, en grande partie à cause de l'importante dette de guerre contractée par le gouvernement fédéral. En conséquence, les pièces d'argent commencent à se négocier avec une prime importante par rapport aux billets verts, désormais omniprésents. En conséquence, le gouvernement est réticent à émettre des pièces d'argent. Néanmoins, la Monnaie continue à frapper de l'argent, qui doit être stocké dans des coffres-forts jusqu'à ce qu'il puisse entrer sur le marché. Le dollar « Seated Liberty est la première pièce à être frappée à la Monnaie de Carson City ; les premiers exemplaires émis sont 2 303 pièces payées à un certain M. A. Wright le 11 février 1870. Le dollar est frappé à Carson City de 1870 à 1873, la plus grande frappe, 11 758 pièces, ayant eu lieu en 1870. La plus grande quantité frappée à la monnaie est en 1872 à Philadelphie : 1 105 500 exemplaires, bien que le nombre de frappes en 1871 ait également dépassé le million.

## Arrêt de production et conséquences
À partir de 1859, de grandes quantités d'argent sont découvertes sur le territoire du Nevada et ailleurs dans l'Ouest américain. En 1869, le directeur de la Monnaie Henry Linderman commence à préconiser la fin de l'acceptation des dépôts de lingots d'argent à frapper en dollars. Bien que ceux-ci ne soient pas frappés en grandes quantités, Linderman voit que l'exploitation minière dans l'Ouest va s'accroître après l'achèvement du chemin de fer transcontinental, ce qui est le cas, car la production d'argent des États-Unis passe de 10 millions d'onces troy en 1867 à plus de 22 millions cinq ans plus tard. Linderman prévoit que cette production augmente l'offre d'argent, faisant chuter son prix en dessous des 1,29 dollar l'once, ce qui correspond à la valeur du métal précieux dans le dollar argentifère standard. Il présage que les fournisseurs d'argent se tournent vers la Monnaie pour écouler leur produit en le frappant en dollars. Linderman redoute que la monétisation de cet argent bon marché ne renforce trop la monnaie et chasse l'or du commerce en vertu de la loi de Gresham. Bien que les défenseurs de l'argent qualifient plus tard la loi qui en a résulté de « crime de 73 » et affirment qu'elle est adoptée de manière trompeuse, le projet de loi est discuté au cours de cinq sessions différentes du Congrès, lu dans son intégralité par la Chambre des représentants et le Sénat puis imprimé dans son intégralité à plusieurs reprises. Une fois adoptée par les deux chambres du Congrès, elle est promulguée par le président Ulysses S. Grant le 12 février 1873,.

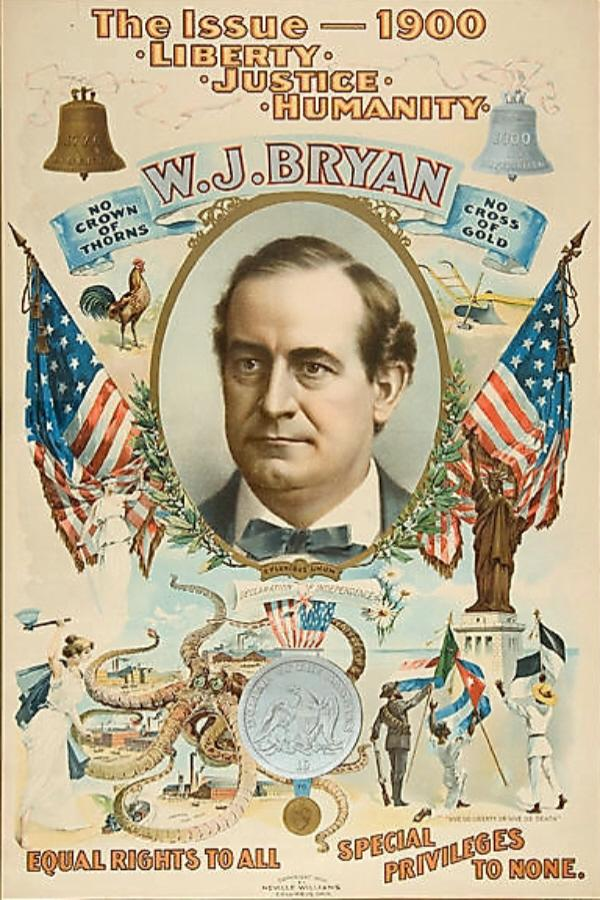
Affiche de campagne du candidat démocrate à la présidence William Jennings Bryan, en 1900. Le dollar en argent illustré sous le portrait ressemble à un dollar Seated Liberty.

La loi sur les monnaies de 1873 met fin à la production du dollar standard en argent et autorise la création du dollar commercial, mettant ainsi fin à la série des dollars Seated Liberty. Le Trade dollar est légèrement plus lourd que le dollar standard et est destiné à être utilisé pour les paiements en argent aux commerçants en Chine. Bien qu'il ne soit pas destiné à être utilisé aux États-Unis, un avenant de dernière minute lui donne cours légal dans ce pays jusqu'à cinq dollars. Lorsque le prix de l'argent s'effondre au milieu des années 1870, des millions de dollars apparaissent en circulation, d'abord dans l'Ouest puis dans l'ensemble des États-Unis, ce qui cause des problèmes dans le commerce lorsque les banques insistent sur la limite de 5 dollars de cours légal. D'autres abus suivent, tels que l'achat en masse de pièces par les entreprises, à la valeur du lingot, environ 0,80 $, afin de les utiliser pour le paiement des salaires. Les travailleurs n'ont guère d'autre choix que de les accepter en tant que dollars. En réponse à des plaintes, le Congrès met fin à tout statut de monnaie légale en 1876, arrête la production du dollar commercial (sauf pour les collectionneurs) en 1878, et accepte de racheter tout ce qui n'a pas été scellé,, en 1887.
La loi de 1873 supprime les dispositions permettant aux déposants de lingots d'argent de faire frapper leur métal en dollars d'argent standard ; ils ne peuvent plus recevoir que des dollars commerciaux, qui n'ont pas cours légal au-delà de 5 dollars,. Comme le prix de l'argent est alors d'environ 1,30 dollar l'once, il n'y a pas de protestations de la part des producteurs. À partir de 1874, cependant, le prix chute ; l'argent ne se vend plus à 1,30 dollar, ou plus, sur le marché libre des États-Unis jusqu'en 1963. Les partisans de l'argent cherchent un marché pour ce produit et pensent que la libre frappe ou le bimétallisme stimulerait l'économie et permettrait aux gens de rembourser facilement leurs dettes. De nombreux membres du Congrès sont d'accord, et la première bataille sur cette question aboutit à une victoire partielle des partisans de l'argent, puisque la loi Bland-Allison de 1878 exige que la Monnaie achète de grandes quantités d'argent sur le marché libre et frappe les lingots en pièces d'un dollar. La Monnaie le fait, en utilisant un nouveau dessin du graveur adjoint George T. Morgan,, qui est connu sous le nom de dollar Morgan,. La question de savoir quelle norme monétaire serait utilisée occupe la nation pendant le reste du XIXe siècle, et se pose surtout lors de l'élection présidentielle de 1896, lorsque le candidat démocrate, William Jennings Bryan, fait campagne pour la libre frappe, après avoir électrisé la Convention nationale démocrate avec son discours de la Croix d'or, décriant l'étalon-or. La question est réglée pour l'époque par le Gold Standard Act de 1900, faisant de ce standard la loi du pays,.

## Valeur numismatique
Une fonte privée considérable dans les premières années de la série rend de nombreuses dates rares ; une fonte plus importante a lieu lorsque de grandes quantités, qui se sont accumulées au Sous-Trésor de New York, sont envoyées à Philadelphie en 1861 et 1862 pour être refrappées en plus petites dénominations. L'édition 2014 de A Guide Book of United States Coins de R. S. Yeoman ne mentionne aucun dollar Seated Liberty en état de collection (très bon ou meilleur) à moins de 280 dollars.
Les dates clés de la série comprennent la variété de 1866 à laquelle il manque la devise « In God We Trust », dont deux exemplaires seulement sont connus ; l'un est vendu aux enchères en 2005 pour 1 207 500 dollars. Une autre rareté est la variété 1870 frappée à San Francisco (différent 1870-S), dont la quantité émise n'est pas connue car elle n'est pas enregistrée dans les registres de cette Monnaie. Ces registres indiquent qu'en mai 1870, la Monnaie de San Francisco renvoie à Philadelphie deux matrices de revers de pièces d'un dollar, expédiées par erreur sans le différent de la Monnaie, et en reçoit deux de rechange en bonne et due forme. Il n'existe aucune trace de matrices de revers des pièces d'un dollar datant de 1870 envoyé à San Francisco ; néanmoins, les pièces existent. Breen, en 1988, énumère douze exemples connus, qui, selon lui, pourraient être des pièces de présentation, destinées à être insérées dans une pierre angulaire. L'une d'entre elles est vendue aux enchères pour 1 092 500 dollars en 2003. Un mystère similaire concerne le différent 1873-S, dont aucun exemplaire n'est connu, bien que 700 pièces sont officiellement frappées. Deux d'entre elles sont envoyées à Philadelphie pour être examinées lors de la réunion de 1874 de la Commission d'analyse des États-Unis, mais ne sont apparemment pas conservées. Breen suggère que le reste de la frappe est peut-être fondu en même temps que des pièces d'argent obsolètes.